# Shenzhouprogramma

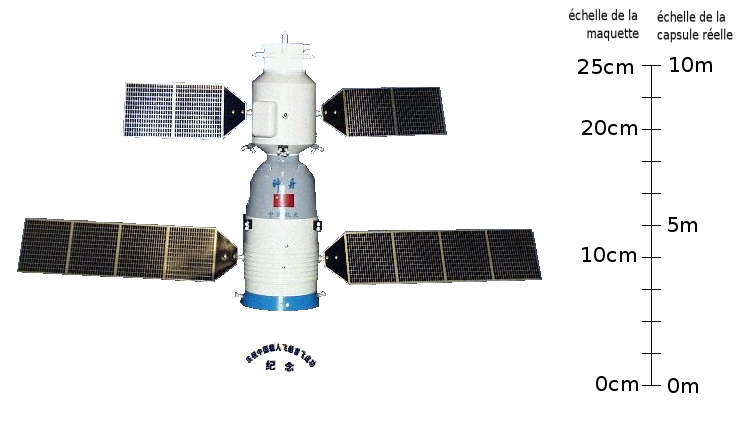

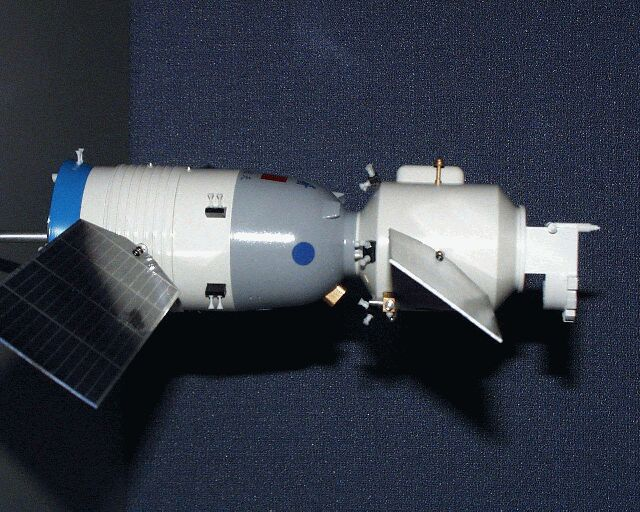
Maquette van de Shenzhou

Shenzhou is een Chinees ruimtevaartprogramma en heeft als doel de eerste Chinese ruimtevaarders in een baan om de Aarde te brengen. De lancering van de eerste bemande vlucht vond plaats met een Lange Mars-raket op 15 oktober 2003, met aan boord de 38-jarige Yang Liwei. Hiermee werd China het derde land in de geschiedenis dat met eigen middelen een mens in de ruimte heeft gebracht. China werd wat dit betreft voorafgegaan door de Sovjet-Unie en de Verenigde Staten die in 1961 beiden voor het eerst mensen in de ruimte brachten.

## Kenmerken
Het Shenzhou-ruimtevaartuig is goed vergelijkbaar met de Russische Sojoez, maar is groter. Het bestaat uit drie modulen: een orbitale module, een terugkeermodule in het midden en een achterste servicemodule. De orbitale module beschikt over eigen stuwraketten en stuursystemen, en kan (anders dan de Sojoez) op eigen kracht onbemand in de ruimte blijven als deze is losgekoppeld. De descent module is het middelste gedeelte, deze keert terug naar de aarde. De orbital module van de Shenzhou zou als (onderdeel van) een ruimtestation kunnen fungeren.
Wanneer de ruimtevlucht ten einde loopt neemt de bemanning plaats in de terugkeermodule. De orbitale module koppelt los, en blijft achter in de ruimte. Het geheel bestaande uit de servicemodule en terugkeermodule begint aan de afdaling naar de aarde. De servicemodule en terugkeermodule koppelen van elkaar los vlak voor de terugkeer in de dampkring. De terugkeermodule wordt tijdens de afdaling beschermd door een hitteschild, de service module wordt vernietigd door de wrijving met de dampkring. Wanneer dagen of zelfs maanden later de orbitale module terugkeert in de dampkring, wordt deze ook vernietigd.
De Shenzhou-vluchten kunnen alleen plaatsvinden in de herfst en de winter (noordelijk halfrond). Alleen dan zijn de weersomstandigheden op het zuidelijk halfrond geschikt voor de drie schepen die daar als volgstations fungeren.
Chinese ruimtevaarders worden ook wel yuhangyuans of taikonauten genoemd.

## Chronologie van het Shenzhou-programma
- 19 november 1999 - Lancering van de onbemande Shenzhou 1. Met deze vlucht is vastgesteld dat de draagraket van het type LM-2F geschikt is voor lancering van bemande vluchten. Een dag later landt de terugkeermodule op aarde.
- 27 november 1999 - De orbitale module van de Shenzhou 1 keert terug in de dampkring.
- 9 januari 2001 - Lancering van de onbemande Shenzhou 2. Test van de "life support systems".
- 16 januari 2001 - De terugkeermodule van de Shenzhou 2 landt op aarde. De landing is waarschijnlijk mislukt, omdat hier verder geen mededelingen over zijn gedaan en geen foto's zijn gepubliceerd.
- 24 augustus 2001 - De orbitale module van de Shenzhou 2 keert terug in de dampkring.
- 25 maart 2002 - Lancering van de onbemande Shenzhou 3.
- 1 april 2002 - De terugkeermodule van de Shenzhou 3 landt op aarde.
- 12 november 2002 - De orbitale module van de Shenzhou 3 keert terug in de dampkring.
- 29 december 2002 - Lancering van de onbemande Shenzhou 4.
- 5 januari 2003 - De terugkeermodule van de Shenzhou 4 landt op aarde.
- 9 september 2003 - De orbitale module van de Shenzhou 4, waarmee 8 maanden lang wetenschappelijke experimenten zijn uitgevoerd, keert terug in de dampkring.
- 15 oktober 2003 - Lancering van de Shenzhou 5, met aan boord Yang Liwei, de eerste Chinese ruimtevaarder. 21 uur later landde Yang Liwei veilig op aarde.
- 12 oktober 2005 - Lancering van de Shenzhou 6, met aan boord Fei Junlong en Nie Haisheng, die vijf dagen in de ruimte bleven.
- 25 september 2008 - Lancering van de Shenzhou 7, met aan boord Zhai Zhigang, Liu Boming en Jing Haipeng. Zhai Zhigang maakte de eerste Chinese ruimtewandeling.
- 1 november 2011 - Lancering van de onbemande Shenzhou 8, na een dag koppelde de module aan Tiangong 1. Na minder dan een maand keerde Shenzhou 8 terug op aarde.
- 18 juni 2012 - Shenzhou 9 koppelt succesvol aan het ruimtestation Tiangong 1, met aan boord een driekoppige bemanning.
- 11 juni 2013 - Lancering van de Shenzhou 10, met aan boord een driekoppige bemanning.
- 16 oktober 2016 - Lancering van de Shenzhou 11, de bemanning verbleef een maand aan boord van Tiangong 2.
- 17 juni 2021 - Lancering van Shenzhou 12, eerste bemanning voor het Tiangong (groot Chinees modulair ruimtestation)